# Cher
För andra betydelser, se Cher (olika betydelser).
Cher (uttal: /ˈʃɛər/), född Cheryl Sarkisian den 20 maj 1946 i El Centro, Kalifornien, är en amerikansk sångare och skådespelare. Under sin karriär har hon sålt mer än 100 miljoner album och vunnit en Oscar för bästa kvinnliga huvudroll i filmen Mångalen.
Cher föddes i södra Kalifornien och har armeniska, irländska, engelska, tyska, franska, holländska och amerikanska (ursprungsbefolkningen Cherokee) rötter. Hon föddes med efternamnet Sarkisian och lade sedan till LaPiere, efter sin styvfar. Genom giftermål lade hon även till namnen Bono (efter Sonny Bono) och Allman (efter Gregg Allman). Sitt senaste namnbyte gjorde hon efter sin senaste skilsmässa och heter sedan dess endast Cher utan något efternamn.

## Uppväxt
Cher, dotter till lastbilsföraren John Paul Sarkisian som hade armeniskt ursprung, och till Georgia Holt (1926–2022, född Jackie Jean Crouch) av ursprungsamerikansk härkomst, föddes den 20 maj 1946 i El Centro, Kalifornien. Så småningom skildes Chers föräldrar och hon uppfostrades av modern som senare gifte om sig med Gilbert Hartmann LaPiere. De stötte på ekonomiska problem och Cher placerades temporärt i fosterfamilj. Under skolgången fick Cher diagnosen dyslexi och fick en speciallärare; hon lämnade dock skolan vid 16 års ålder.

## Karriär
Cher blev känd i mitten av 1960-talet då hon och hennes man Sonny Bono utgjorde duon Sonny & Cher. Sedan dess har hon haft en solokarriär som artist och under början av 1980-talet började hon även satsa seriöst på skådespeleri, vilket lett till att hon 1988 belönades med en Oscar för rollen i Mångalen. Hennes musikkarriär har genomgått flera stilbyten och haft många upp- och nedgångar. Hennes mest framgångsrika comeback kom 1998 med discoskivan Believe. 

### Sonny & Cher

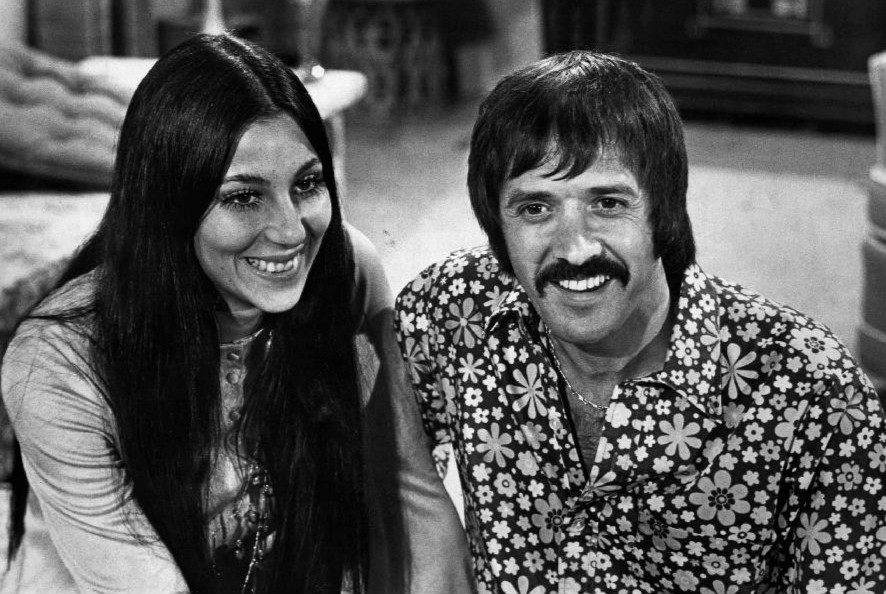
Sonny & Cher, 1971.

Cher träffade Sonny Bono i början av 1960-talet. Sonny jobbade åt musikproducenten Phil Spector i dennes studio och Cher fick jobb som bakgrundssångerska. Sonny skrev egna låtar och tillsammans fick duon ett skivkontrakt under namnet Caesar & Cleo. Detta ledde dock inte till mycket mer än att de spelade in låten Baby Don’t Go, som senare blev deras första hit som duon Sonny & Cher. 1964 spelade Cher även in sin första solosingel, Ringo I Love You, under pseudonymen Bonnie Jo Mason samt senare en singel under namnet Cherilyn. Cher och Sonny var gifta 27/10 1964–26/5 1975 och har sonen Chaz Bono.
Sonny & Chers stora genombrott kom med låten I Got You Babe som blev en mycket stor hit och gjorde Sonny & Cher till ett populärkulturellt fenomen som producerade skivor, filmer och en egen tv-show. Sonny & Cher har betraktats som de första hippie-personligheter som vunnit allmän popularitet. De gjorde en lång rad skivor och Cher fick även göra soloskivor. Hennes solodebut var skivan All I Really Want to Do, som bland annat innehöll tre Bob Dylan-covers och en version av Needles & Pins, en låt skriven av Sonny Bono som blev en stor hit för The Searchers. Sonny & Cher fortsatte ge ut skivor tillsammans parallellt med Chers solokarriär. 1967 gjorde de filmen Good Times, vilken var William Friedkins regidebut. Filmen blev dock en flopp, liksom filmen Chastity (1969). Under 1970-talet spelade de på nattklubbar för att försörja sig.

### Solokarriären

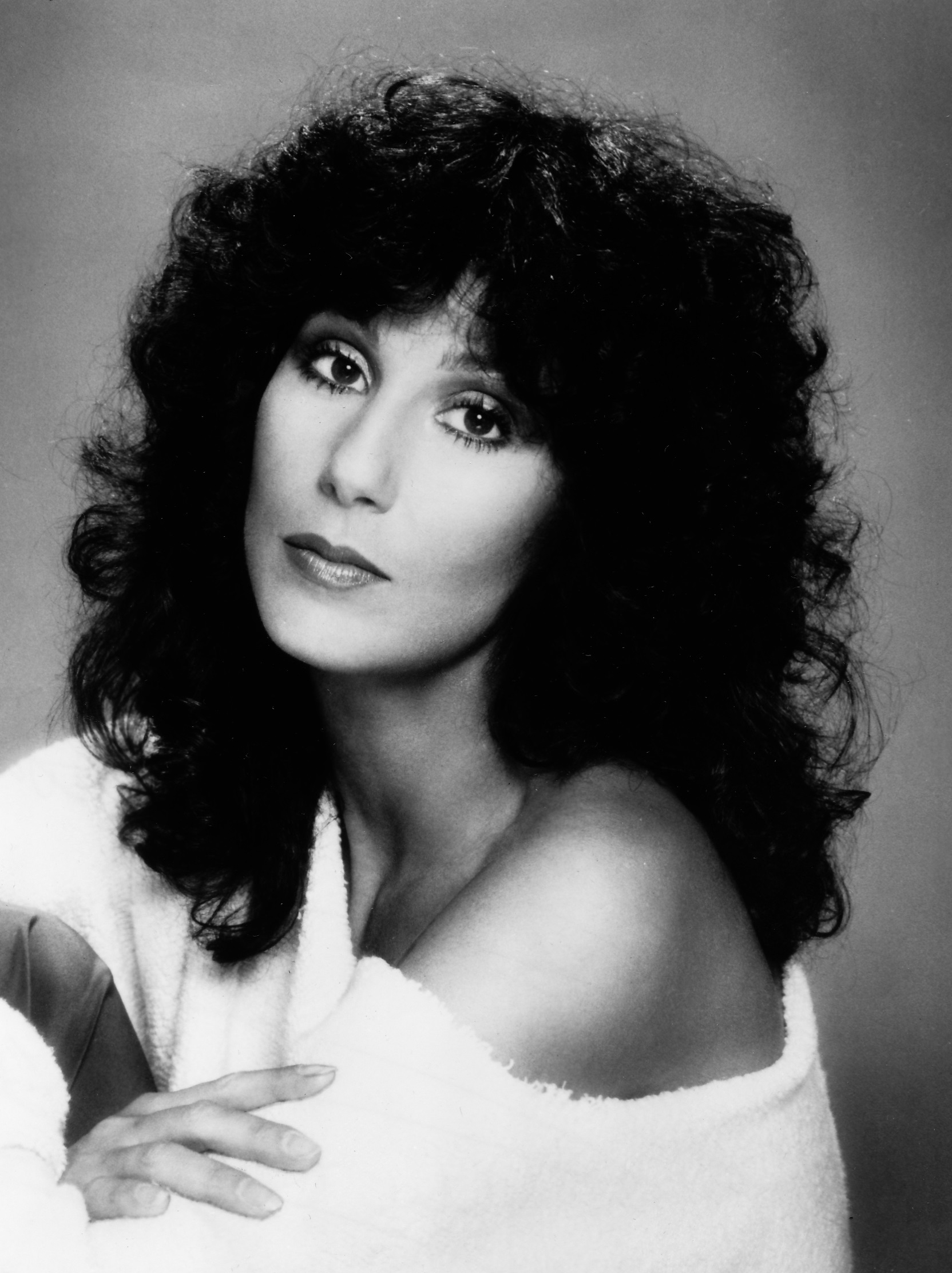
Cher kring slutet av 1970-talet.

Efter en rad soloskivor fick Cher 1969 skivkontrakt med bolaget Atco och spelade in skivan 3614 Jackson Highway, som producerades av Tom Dowd, Arif Mardin och Jerry Wexler, talangerna bakom Dusty Springfields framgångsrika skiva Dusty in Memphis. Skivan blev dock måttligt framgångsrik.
Efter denna folkpopperiod började Cher sjunga mer kärleksballader och narrativa låtar, som listettorna "Gypsies, Tramps and Thieves", "Half Breed" och "Dark Lady". Fortfarande uppträdde hon tillsammans med Sonny, men såväl deras samarbete som äktenskap var i gungning.
1975 hade Cher brutit loss från både sitt äktenskap och sitt affärsmässiga kontrakt med Sonny, och hon släppte skivan Stars. Den var en coverskiva med rockigare material än det publiken var van vid från Cher och succén uteblev; skivan nådde inte högre än 153:e plats på Billboardlistan. Kritikerna var över lag inte heller entusiastiska, men i efterhand räknas skivan av många fans som en av hennes bästa.
I och med det misslyckade försöket att skapa en karriär inom rockmusiken återgick Cher, på sina följande två skivor, till sin tidigare stil.
1977 försökte hon sig på nytt på pop/rockmusik, den här gången tillsammans med nye maken Gregg Allman från Allman Brothers Band. Skivan Two the Hard Way under namnet Allman and Woman blev dock inte heller någon succé.  Cher var gift med Gregg Allman från 30/6 1975 till 16/11 1979 och de har sonen Elijah Allman.

### Discoperioden, Black Rose och I Paralyze
Efter denna rad av uteblivna framgångar beslutade Warner Bros att inte förnya Chers kontrakt. I stället fick hon kontrakt med Casablanca Records, som fick henne att spela in en discoskiva, Take Me Home (1979). Titelsingeln blev en succé (som år 2001 på nytt blev en hit för Sophie Ellis-Bextor). Skivan följdes snabbt av Prisoner, som innehåller en blandning av disco- och rocklåtar.
1980 gick hon från att vara soloartist till att vara sångerska i rockbandet Black Rose, tillsammans med bland annat dåvarande pojkvännen Les Dudek, som gav ut en skiva med samma namn. Denna skiva har senare släppts på cd som en Cher-soloskiva.
1982 släpptes utan större framgångar skivan I Paralyze, som var en lättsam synthpop/rock-skiva, producerad av John Farrar – mest känd för sitt samarbete med Olivia Newton-John.

### Åttiotalsrock och skådespeleri

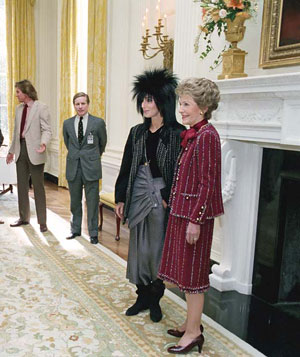
Cher med Nancy Reagan 1985.

Vid den här tiden påbörjade också Cher sin skådespelarkarriär på allvar. Hon spelade på Broadway och medverkade i Robert Altmans film Come Back to the Five and Dime, Jimmy Dean, Jimmy Dean (1982) och Mike Nichols Silkwood (1983). För den senare nominerades hon för en Oscar, ett pris hon kom att vinna fyra år senare för sin insats i Mångalen.
1987 gjorde hon comeback som sångerska med skivan Cher. Skivan gavs ut av Geffen Records och för produktion och/eller låtskriveri stod bland andra Richie Sambora, Jon Bon Jovi, Desmond Child och Michael Bolton och skivan består av den typ av åttiotalsrock som dessa hade stora framgångar med vid denna tid. Mer än tolv år efter försöket med Stars lyckades Cher etablera sig som rocksångerska. Framgången fortsatte två år senare med Heart of Stone. Singeln If I Could Turn Back Time, skriven av Diane Warren, blev hennes största hit på länge. 1991 släpptes skivan Love Hurts, vilken innehåller hennes andra inspelning av Boudleaux Bryants berömda titellåt (första gången var på Stars). Den europeiska versionen av skivan innehöll även hitlåten The Shoop Shoop Song (It's in His Kiss).
Efter fem års tystnad släpptes skivan It's a Man's World. Nu hade Cher gått från åttiotalsrocken till att göra en lugnare coverskiva. Hitlåtar från denna är Marc Cohns Walking in Memphis samt One By One. Skivan levde dock inte upp till de närmast föregående skivornas försäljningsframgångar.

### Believe: Nya framgångar
Efter ytterligare ett par års tystnad från Cher släpptes skivan Believe i slutet av 1998. Skivan innebar ytterligare en stilomvandling. Den här gången hade Cher, som 20 år tidigare motvilligt gjort discomusik, förvandlats till en dance-artist. Skivans titelsingel blev hennes största succé någonsin och en ny generation upptäckte Cher, som vid det här laget passerat 30 år som artist.
Efter framgångarna med Believe gjorde Cher en otippad vändning genom att släppa ett album till stora delar bestående av egenkomponerade låtar. Skivan not.com.mercial (2000) levde upp till sitt namn genom att inte säljas i skivaffärer utan enbart via internet.
2001 släpptes en singel med den hyllade balladen Più che puoi, där Cher sjunger duett med Eros Ramazzotti. Duetten finns med på Ramazzottis album Stilelibero (2000), som sålde i över två miljoner exemplar bara i Europa.
Samma år fortsatte de kommersiella framgångarna med skivan Living Proof, som fortsatte i Believes dancetradition. 2002 gav hon sig också ut på turné. Living Proof: The Farewell Tour avslutades 2005 efter 325 konserter och var enligt Billboard den turné av en kvinnlig artist som omsatt mest pengar, tills Madonnas turné slog rekordet 2006.
Cher har skrivit en sång tillägnad dem som dödades i elfte september-attackerna, Song for the Lonely.
2013 släppte Cher sitt 25:e album Closer to the truth.
Som en uppföljning till sin roll i musikalfilmen Mamma Mia: Here we go again släppte Cher den 28 september 2018 albumet Dancing Queen. Albumet består av tio stycken covers på berömda Abba låtar, däribland en singel-version av Fernando, vilken hon i Mamma Mia sjunger som en duett med Andy Garcia.
Inför albumets debut släppte hon i augusti och september 2018 tre av låtarna som singlar: Gimme! Gimme! Gimme! (A man after midnight), SOS och One of Us.
I samband med sitt nya album gav sig Cher ut på en världsturné. I oktober 2019 besökte hon Sverige och Friends Arena.
År 2020 släpptes även en singel med Abba:s Chiquitita på spanska och engelska.

## Chers image

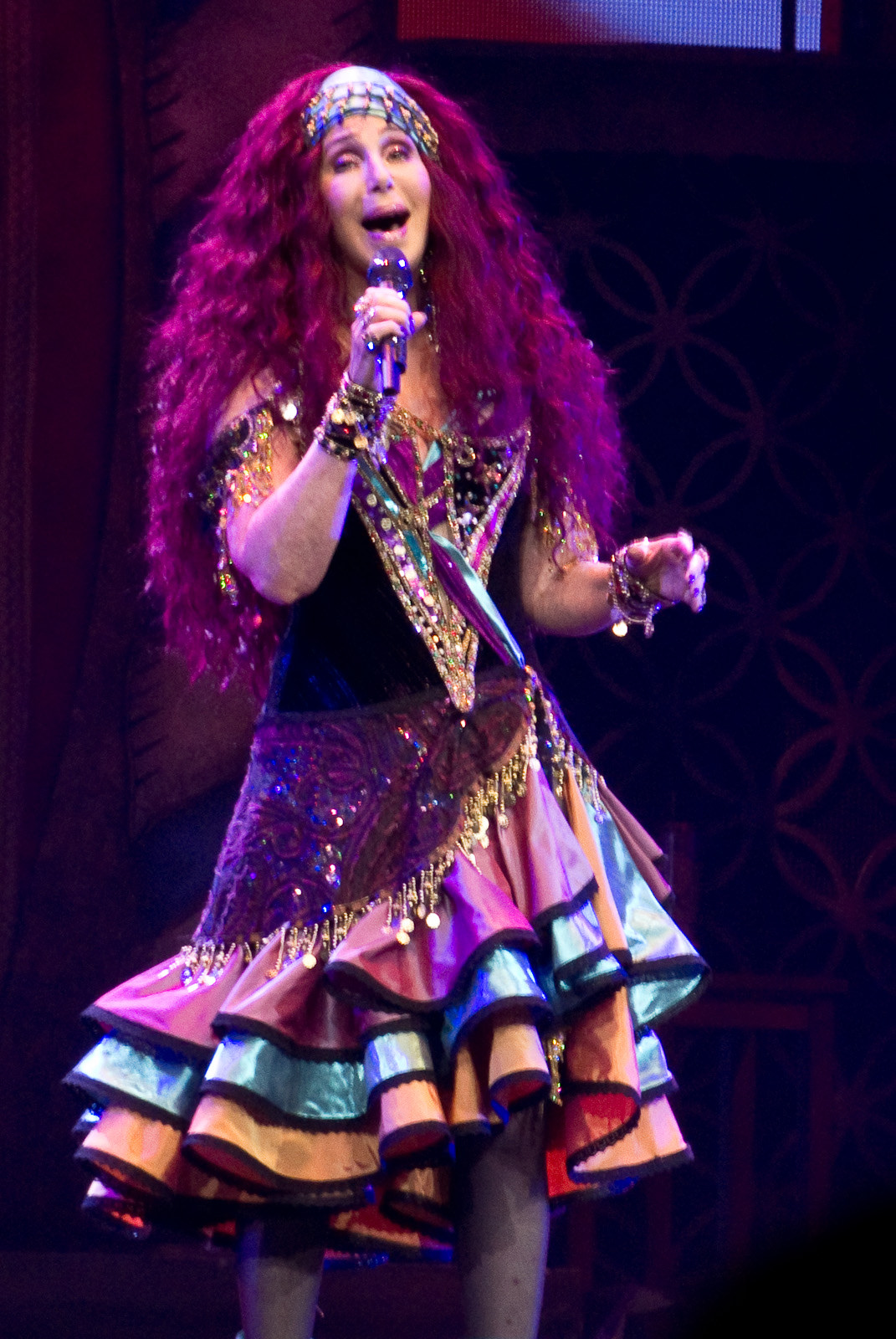
Cher vid en konsert 2014.

Chers image har undergått ett stort antal förändringar under hennes långa karriär, från hippie via rockbrud till discodrottning, tillbaka till rockbrud och tillbaka till dance-sångerska. Genom sin karriär har hon haft en lojal skara fans. I början av karriären var det Sonny Bono som var den drivande kraften bakom Sonny & Cher och även på de flesta av sina senare skivor har hon haft duktiga musiker att luta sig mot. Hon har dock visat sig vara en duktig underhållare i flera olika fält, vilket gjort att hon belönats med en Oscar, en Grammy, en Emmy, tre Golden Globe och (i Sverige år 1998) en Rockbjörn. Redan från karriärens start har hennes sångröst karaktäriserats av sin djupa klang. I duetterna som Sonny & Cher framförde var det inte ovanligt att Cher sjöng de lägre partierna och Sonny de högre. Från senare delen av 1960-talet och framåt har hennes röst blivit mer vuxen och kraftfull.
Hon har också gjort sig känd för sin utmanande klädstil, ofta av designern Bob Mackie, sina tatueringar och sina skönhetsoperationer. Från att ha varit den passiva medlemmen i Sonny & Cher har hon också kommit att bli frispråkig och ibland kaxig. Hon väckte uppmärksamhet när hon kallade David Letterman för "asshole" när hon gästade hans tv-program, och hon har sagt vad hon tycker i politiska frågor. Skvallerpressen har skrivit mycket om hennes privatliv och kärleksaffärer, ofta med yngre män.
Detta, plus det faktum att hennes son Chaz Bono är transsexuell, har bidragit till att göra Cher till en gayikon. Detta har anspelats på i bland annat tv-serien Will & Grace, och många dragqueens har klätt ut sig till Cher.

### Politik och välgörenhet
Till skillnad från Sonny Bono som var republikan och kom att bli borgmästare i Palm Springs, har Cher uttalat sitt stöd för demokraterna. På senare tid har hon dock tagit avstånd även från dem och kallat sig för politiskt oberoende.
Efter sin medverkan i filmen Mask, som handlar om en missbildad pojke, engagerade sig Cher i organisationen Children's Craniofacial Association, som arbetar för barn med skelettmissbildningar i ansiktet. Hon har även engagerat sig i, eller donerat pengar till, andra välgörenhetsorganisationer.

## Diskografi
- 1965 – All I Really Want to Do
- 1966 – The Sonny Side of Cher
- 1966 – Chér
- 1967 – With Love, Cher
- 1968 – Backstage
- 1969 – 3614 Jackson Highway
- 1971 – Gypsys, Tramps & Thieves
- 1972 – Foxy Lady
- 1973 – Half Breed
- 1974 – Bittersweet White Light
- 1974 – Dark Lady
- 1975 – Stars
- 1976 – I'd Rather Believe in You
- 1977 – Cherished
- 1977 – Two the Hard Way (Allman & Woman)
- 1978 – This Is Cher
- 1979 – Take Me Home
- 1980 – Prisoner
- 1982 – I Paralyze
- 1987 – Cher
- 1989 – Heart of Stone
- 1989 – Outrageous
- 1990 – The Ugly Duckling
- 1991 – Love Hurts
- 1996 – It's a Man's World
- 1998 – Believe
- 2000 – Not.Com.mercial
- 2002 – Living Proof
- 2003 – Live: The Farewell Tour
- 2013 – Closer to The Truth
- 2018 – Dancing Queen
- 2023 – Christmas

## Filmografi i urval
- 1967 – Good Times
- 1969 – Chastity
- 1982 – Come Back to the Five and Dime, Jimmy Dean, Jimmy Dean
- 1983 – Silkwood
- 1985 – Mask
- 1987 – Häxorna i Eastwick
- 1987 – Mångalen
- 1987 – Misstänkt
- 1990 – Kärleksfeber
- 1996 – Faithful
- 1999 – Tea with Mussolini
- 2003 – Fäst vid dig (som sig själv)
- 2010 – Burlesque
- 2018 – Mamma Mia! Here We Go Again